# Jaldapara nationalpark
Jaldapara nationalpark är ett naturskyddsområde i Västbengalen i nordöstra Indien, några mil söder om Phuentsholing i Bhutan.
Det omfattar 114 km² längs floden Torsa Chhu och är fristad för drygt 50 exemplar av indisk pansarnoshörning.
I nationalparken finns också leopard, asiatisk elefant, sambarhjort, muntjaker, axishjort, svinhjort, vildsvin och bison. Parken är ett eldorado för ornitologer och fågelskådare. Här finns bland annat en av de fåtaliga lokalerna för den starkt hotade bengalflorikanen.
Området avsattes först som Wildlife Sanctuary, men fick 2012 ett utökat skydd som nationalpark.